# Második átmeneti kor
A második átmeneti kor az egyiptomi történelemnek a középbirodalom és az újbirodalom közötti korszaka, amelynek kezdetét és végét a források más-más időpontra teszik. Némelyek a korszakhoz sorolják a XIII. és XIV. dinasztiát is, mások csak a hükszosz uralmat értik alatta. Az azonban bizonyosra vehető, hogy a korszak i. e. 1793 és i. e. 1532 közötti időszakot jelöl.
A Középbirodalom összeomlását egy sémi nép támadása okozta: a hükszoszok a keleti határ felől törtek be az országba. A harcok, a rombolás időszaka után a hükszoszok átvették az egyiptomi nyelvet és kultúrát. Mint a XV. és XVI. dinasztia urai, ők kormányozták egész Alsó-Egyiptomot és Felső-Egyiptom északi részét.
Fővárosukká Avariszt tették meg. Eközben Felső-Egyiptom déli felében, melynek központja Théba volt, a XVII. dinasztia egyiptomi királyai uralkodtak. Névleg függetlenek maradtak, valójában azonban a hükszoszok alattvalóivá és adófizetőivé váltak. Az egyiptomi királyság kultúrája és gazdagsága elszegényedett, külkereskedelmi vonalait elvágták. I. e. 1600 táján azonban feltűntek a megújulás első jelei. A királyok elrendelték a megsérült abüdoszi és koptoszi emlékművek helyreállítását és felkarolták régi kéziratok másolását. A hükszoszok elleni egyiptomi ellenállási mozgalom jelképe a XII. dinasztia védőistene, Amon lett. A thébai uralkodók által vezetett hükszoszok elleni háború I. Jahmesz alatt egyiptomi győzelemmel végződött, s a XVIII. dinasztiával megkezdődött az Újbirodalom kora.

## A hükszoszok támadása
Az egyiptomiak régi szokása szerint keleti határaikon beengedték a szomszédos pásztornépeket a deltavidék gazdag legelőire. A XIII. dinasztia idején ezért Egyiptom súlyos helyzetbe került. A trónviszályok megingatták az állam alapjait. A XIII. és a XIV. dinasztia fáraói nemcsak rövid ideig uralkodtak, de néhányszor egyidejűleg több kormány is létezett. Az egyiptomi királyság felaprózódott, s az ország délkeleti részére beszivárgott ázsiaiak – elsősorban a Deltában – nagyon elszaporodtak. I. e. 1650 körül a hükszoszok, akik az indoeurópaiak előnyomulásának hatására megindult népmozgalom folytatásaként érkeztek a térségbe, fölényes harci technikájuknak köszönhetően – ló vontatta harci szekerek, szaruból és fából készült íjak – egész Egyiptomot meghódították, s Szíria és Palesztina fölött is uralkodtak. A fejletlen haditechnikájú egyiptomiak, akik majdnem csupaszon, kis csatabárdokkal és íjakkal harcoltak, vereséget szenvedtek. Maga a hükszosz elnevezés az „idegen országok uralkodóit” jelentő egyiptomi kifejezés (heka haszut) görög formája. Bár ugyanerről Josephus Flavius Manethónt idézve a következőket írta: „Ezt a népet hükszosznak nevezték, ami ezt jelenti: pásztor királyok, mert „hük” szent nyelvben királyt jelent, „szosz” pedig a népi nyelvben pásztort. Ennek a két szónak az egyesítése adja a hükszoszt.”

## A hükszosz korszak
A hükszoszok (I. Apepi (Apóphisz) fáraó) fővárossá a deltavidék keleti részén Avarisz városát tették meg. Azt nem tudjuk pontosan, hogy a hükszoszok miként hódították meg Egyiptomot. Az bizonyos, hogy az i. e. XVII. század végén a hükszoszok vezetője, Szalitisz megalapította saját dinasztiáját, amit a történészek a XV. egyiptomi dinasztiaként jelölnek. S ennek a dinasztiának a fáraóit az egész országban első számú fáraóként ismerték el, de még a vetélytársakat is megtűrték. A XIII. dinasztia továbbra is létezett, de a Delta északnyugati részén valószínűleg a XIV. dinasztia tagjai uralkodtak (ez mindmáig kétséges). E tények azt mutatják, hogy a hükszosz fennhatóság nem volt különösebben erős az ország déli részén, itt inkább a fáraók uralkodtak a kis fejedelemségek fölött, amelyek szívesebben fogadták el az ő uralmukat, mint az egységes és erős királyságot.
A helyi lakosság segítette a hükszosz betelepülést, s elég zavartalanul élt együtt új uraival. A hükszoszok ugyanis amellett, hogy megtartották régi hagyományaikat, alkalmazkodtak az egyiptomi eszmékhez és erkölcsökhöz, a magasabb rendű egyiptomi kultúrához. Átvették az egyiptomi királyi címet, s magukat Ré fiainak nevezték, egyiptomi neveket választottak a fiaiknak, a magukét hieroglifákkal írták, s a Középbirodalom szobrainak stílusát másolták. Építkezésekbe kezdtek, s elfogadták az egyiptomi isteneket, elsősorban Széthet, a Delta istenét, az idegen országok és a sivatagok urát. A XVI.és XVII. dinasztiát is hükszosz dinasztiaként tartják számon, melyből az utóbbi, Thébából kormányzó, már egyiptomi születésű uralkodói ág volt a jelentősebb. A XVI. dinasztia a Nílus 1. kataraktjának északi részétől egészen Kaszaiig (ma el-Kuszíja) tartotta kézben a Nílus-völgyet. Délen Alsó-Núbiát Kerma núbiai uralkodói hódították meg. Mindebből kitűnik, hogy a Középbirodalom területe nagyjából három fontosabb részre szakadt szét.

## A hükszosz uralom hatása
A hükszoszok sokat merítettek Egyiptom gazdagságából és ragyogó civilizációjából, de az egyiptomiaknak is hasznára vált a hükszosz korszak. A hükszoszok külkapcsolatai révén több, elsősorban technikai újítás került az országba, s ezek igen fontossá váltak a későbbi korszakokban. Az újítások egy része valószínűleg az ázsiai bevándorlóknak köszönhető, míg a hadjáratok során, így a XVIII. dinasztia korának kezdetén katonai jellegű újításokat is elsajátítottak.
Megtanulták az új fegyvergyártási eljárásokat: a tőrökét, a harci kampókét, s néhány éven belül behozták technikai elmaradásukat. Fejlesztették bronzművességüket is, ekkor ismerték meg a bronzöntést, amely feleslegessé tette kész bronzöntvények behozatalát és az arzénes réz használatát, és a hükszoszoknak köszönhetően megtanulták a lóval vont harci szekér alkalmazását, ami a következő századokban lehetővé tette számos csata megnyerését. Tökéletesítették a fazekaskorongot, és használni kezdték a vertikális szövőszéket. Ekkor került az országba a púpos hátú szarvasmarha (zebu) és néhány zöldség- és gyümölcsfajta. Új eszköznek számított a lovas szekér, az összetett íj. Újfajta hangszerek jöttek divatba, és a táncok is eltértek a régiektől.

## A hükszoszok kiűzése

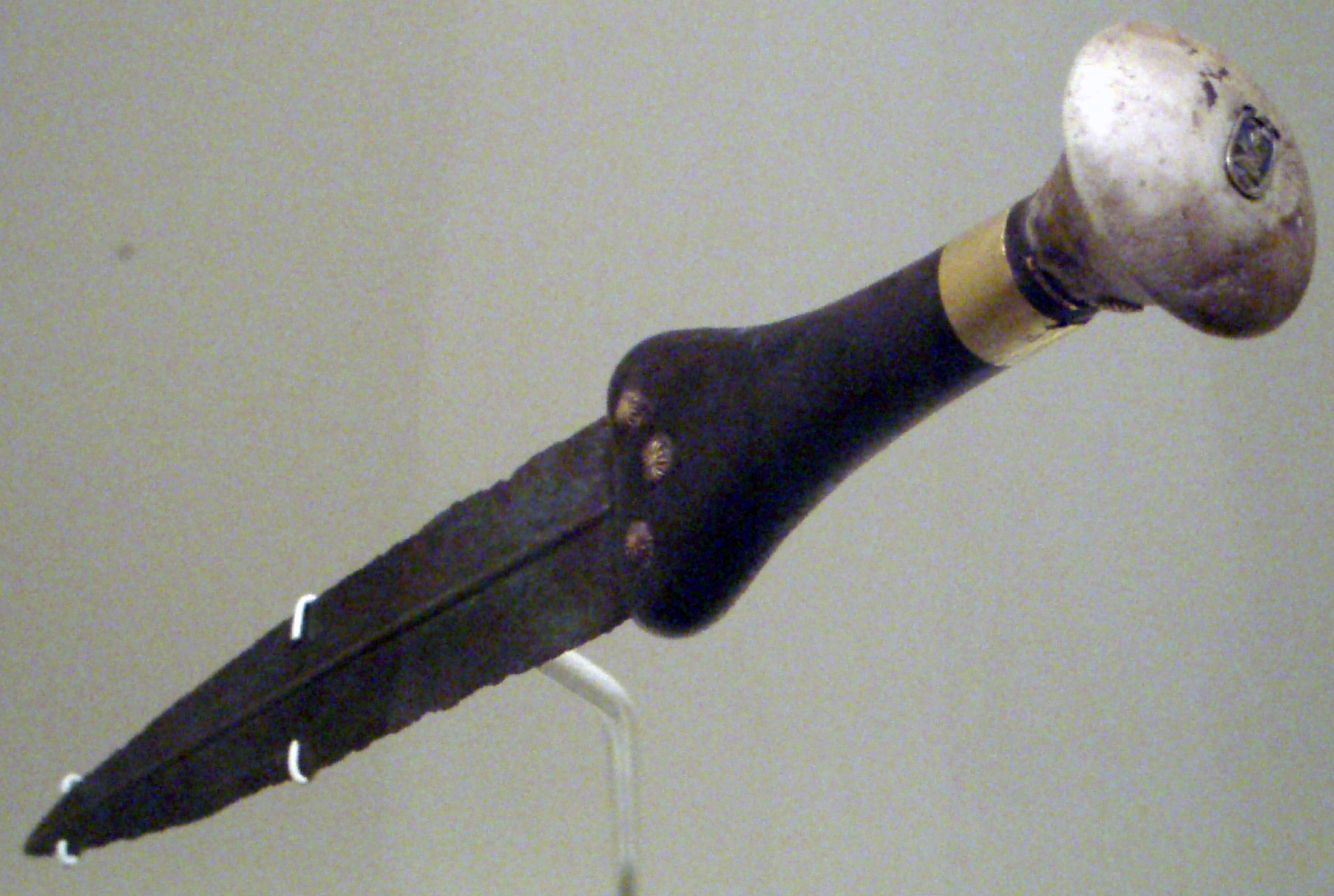
Jahmesz fáraó bronz tőre

A hükszoszok kiűzéséért folytatott harc a XVII. dinasztiabeli Szekenenré Taával vette kezdetét. Más források szerint ezt a harcot a XVII. dinasztia alapítója, Rahotep indította Thébából, aki jól képzett hadsereget szervezett és elhatározta az ország visszahódítását.
Az Újbirodalom korából ismert egy történet, ami Apóphisz (a hükszosz király) és Szekenenré harcát írja le. Szekenenré múmiája pedig arról tanúskodik, hogy a fáraó erőszakos halállal, talán a csatamezőn hunyt el. Utódjának, Kamoszénak két sztéléje is a thébaiak és a hükszoszok közötti kiterjedt háborúzást mutatja. A harcok során a thébai fejedelmek a hükszoszokat északra szorították, amihez igénybe vették a núbiai uralkodók szövetségét is. A Lord Carnarvon által Thébábal talált, hieratikus jelekkel teleírt tábla szerint Kamósze thébai uralkodó összehívatta udvari népét, s arról panaszkodott nekik, hogy hatalmát meg kell osztania egy négerrel, aki Núbiában uralkodik, s egy ázsiaival, kinek a székhelye Avariszban van, s uralma alá tartozik az egykori főváros, Memphisz és Hermopolisz szent városa. Bejelentette döntését, hogy elűzi az ázsiaiakat, s felszabadítja Egyiptomot. A király tanácsadóinak ellenére indította el a háborút. Összegyűjtötte seregét és Hermopolis közelében legyőzte az ellenséget, s eljutott Avariszba, a hükszosz fővárosba, majd déli hadjárata során Buhent is elérte, de uralkodásának első három évén túl többé már semmit sem tudunk felőle. A hükszoszok végleges kiűzése i. e. 1580 körül I. Jahmesz király alatt történt, akitől Manethón a XVIII. dinasztiát származtatta, s aki elfoglalta Avariszt. Ezzel megkezdődött a Théba uralta Újbirodalom fél évezrede.